# Cambarincola marthae
Cambarincola marthae är en ringmaskart som beskrevs av Holt 1973. Cambarincola marthae ingår i släktet Cambarincola och familjen Cambarincolidae. Inga underarter finns listade i Catalogue of Life.